# Harry Hansen
Harry Hansen (fl. XX secolo) è stato un ginnasta e multiplista statunitense.

## Carriera
Hansen partecipò ai Giochi olimpici di Saint Louis 1904 nelle gare di triathlon e ginnastica. Giunse sesto nel concorso a squadre, trentatreesimo nel concorso generale individuale, sessantaduesimo nel triathlon e ventisettesimo nel concorso a tre eventi.